# Henning Adolph von Strokirch
Henning Adolph von Strokirch, född 31 maj 1757, död 14 juli 1826, var en svensk friherre, jurist och ämbetsman.
von Strokirch var häradshövding i Vartofta härads domsaga 1781–1807, i Vartofta, Frökinds, Laske och Barne häraders domsaga 1808–1809. Han blev titulär lagman 1793, hovrättsråd 1795 och 1806 ledamot av Högsta domstolen och fortsatte där med titeln justitieråd enligt 1809 års regeringsform. Åren 1810–1826 var han president i Svea hovrätt.
År 1815 blev han friherre (friherrliga ätten nr 348). 1818 juris hedersdoktor vid Uppsala universitet.